# Semion Romanovitch Vorontsov
Pour les articles homonymes, voir Vorontsov et Romanovitch.
Le comte Semion Romanovitch Vorontsov (en russe : Семён Романович Воронцов) (1744-1832) était un homme d'État et diplomate de l'Empire russe.
Il fut ambassadeur de Russie à Venise, général d'infanterie et chevalier de tous les ordres militaires russes. En 1785, il fut ambassadeur de Russie à Londres. Il était l'époux de Catherine Séniavina (fille de l'amiral), décédée à Venise en 1784 et le père du futur prince Vorontsov, maréchal et gouverneur de Nouvelle Russie, ainsi que le frère de la princesse Dachkova, favorite de Catherine II et femme de lettres, et le frère du comte Alexandre Romanovitch Vorontsov, chancelier.

## Biographie

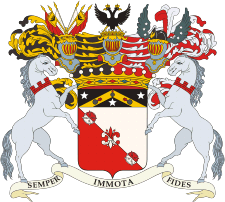
Armoiries de la famille Vorontsov

En 1764, il fut envoyé à Vienne en qualité de conseiller d'ambassade, puis repris du service après la guerre russo-turque de 1768-1774 où il se distingua. Il fut nommé ministre de Russie à Venise, puis à Londres où il demeura jusqu'en 1806. Il fut à l'origine d'un traité commercial avec l'Angleterre en 1793. Appuyant, sans trop y croire, le retour des Bourbons, après la Révolution française, il irrita la Grande Catherine qui préférait demeurer neutre. De plus, il s'opposa au partage de la Pologne.
Lorsque Paul Ier de Russie monta sur le trône, le comte Vorontsov reçut un immense domaine dans le Grand-duché de Finlande et fut nommé ministre plénipotentiaire. Cependant lorsque l'empereur se rapprocha de la France de Bonaparte, le comte Vorontsov fut considéré comme incapable de défendre les intérêts de la Russie vis-à-vis de l'Angleterre, en conséquence de quoi son domaine de Finlande lui fut confisqué. À l'arrivée au pouvoir de l'empereur Alexandre, son domaine lui fut restitué en 1801.
Après sa démission en 1806, il demeura en Angleterre, où il se consacra à sa volumineuse correspondance et écrivit ses Mémoires. Il mourut le 9 juillet 1832 et fut enterré en l'église St Mary-le-bow de Londres. Dans le quartier londonien de St John's Wood, où il habita, se trouve une rue nommée d'après lui, mais épelée dans la forme allemande : Woronzow Road.